# Federico Martel
Federico Martel y Bernuy, también llamado Fadrique Martel y Bernuy (1800-Córdoba, 18 de enero de 1878) fue un noble y terrateniente español. Hermano de Fernando Martel y Bernuy, conde de Valverde, diputado a Cortes desde el 31 de agosto de 1850 por el distrito de Écija.

## Familia
Federico Martel y Bernuy era hijo Fernando Tamariz Martel Porcel, I marqués de la Garantía en el reino de las Dos Sicilias, y de Rosario de Bernuy y Valda, hija a su vez de Fadrique Bernuy y Fernández de Henestrosa, VI marqués de Benamejí, grande de España, y de su esposa Francisca de Paula Valda y Maldonado.
Se casó en 13 de mayo de 1831 con Concepción Fernández de Córdoba y Gutiérrez de los Ríos, VIII condesa de Torres Cabrera, que apenas contaba con veinte años. La esposa falleció en enero de 1843, a los treinta y dos años de edad. Fueron padres de Eloísa, Teodoro, Emilio y Ricardo Martel y Fernández de Córdoba.

## Período Isabelino
Con motivo de los actos de celebración del reinado de Isabel II y su madre la reina María Cristina el 4 de diciembre de 1833, el conde de Torres Cabrera enarboló un pendón y gritó en un escenario montado al efecto bajo la torre del homenaje de Córdoba: 

tremolando el Real pendón dijo en voz alta: Castilla, Castilla, Castilla por la muy poderosa, esclarecida y católica Reina Doña Isabel II, nuestra señora, que Dios guarde muchos y felices años.
Gaceta de Madrid, 23 de enero de 1834.

### Alcalde presidente
Federico Martel protagonizó los sucesos que aparecen en el Boletín Oficial de Córdoba y en la Gaceta de Madrid de fecha 5, 6 y 8 de octubre de 1835. ::: Córdoba 5 de octubre de 1835
Junta directiva de Gobierno de la misma.- En la ciudad de Córdoba a 5 de octubre de 1835, en las casas de ayuntamiento y sala capitular baja de ellas, previa la correspondiente citación, concurrieron los señores a saber: comandante general de la provincia, gobernador civil interino, intendente de Rentas, gobernador eclesiástico, el conde de Torres Cabrera, presidente del Excmo. Ayuntamiento, José María Trillo, alcalde mayor primero y los concejales: Antonio Ramírez de Arellano, José Illescas Cárdenas, José Rodríguez Llorente, José Aviñó, José Castuera, Antonio de Luna, Diego de Raya, Pedro Gorrindo, Manuel de Medina, José Cirilo Sánchez, Simón Noguer, Francisco de Horras, José Luis de los Heros, presbítero, Juan José del Pozo, presbítero, Rafael de Villaceballos, lldefonso Cabrera, Antonio Uriarte, José Uruburu, José Aragón y Miguel de Trillo.

## Diputado y senador vitalicio a Cortes
Diputado a Cortes en dos ocasiones, en las elecciones generales de 1843, celebradas el 15 de septiembre, obtuvo 7719 votos sobre un censo de 14 539 electores. Repitió en las elecciones generales de 1844, celebradas el 3 de septiembre.
Fue senador vitalicio desde 1849 hasta 1867.
Pagó a la Hacienda Pública, según el censo electoral de 1866 la cantidad de 2364 escudos.
Socio fundador del Círculo de la Amistad en 1854, fue alcalde de Córdoba en distintas etapas: entre los años 1835 y 1836, 1864 y entre 1867 y 1868.
En 1869 impulsó el proyecto de la Mina de San Miguel de Belmez.